# Tainy

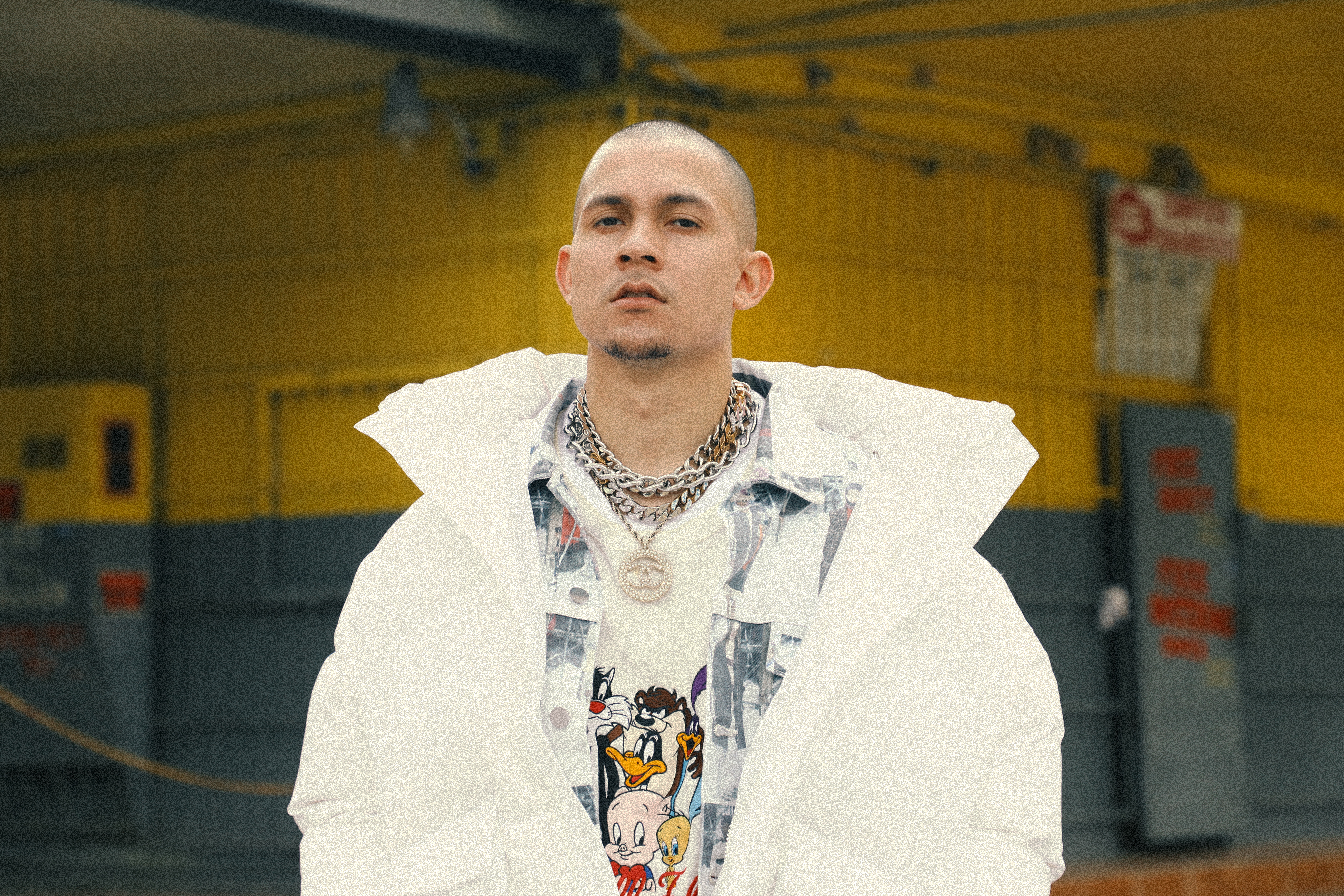
Tainy (2020)

Tainy (* 9. August 1989 in San Juan, Puerto Rico; bürgerlich Marcos Efraín Masís Fernández) ist ein puerto-ricanischer Musikproduzent, Komponist, Songschreiber und DJ, der im Reggaeton, Trap und R&B aktiv ist.

## Leben
Marcos Masís wuchs in der puerto-ricanischen Hauptstadt San Juan auf. Seine musikalische Karriere begann recht früh. So programmierte er schon als Jugendlicher Reggaeton-Beats über Fruity Loops. Er lernte mit 15 Jahren den Produzenten Nely (Josias de la Cruz) kennen, dem er eine Demoaufnahme gab, die dieser an das Produzentenduo Luny Tunes weitergab. Beeindruckt von den Werken nahmen die beiden den jungen Künstler unter Vertrag. Masís nahm das Pseudonym „Tainy“ an und begann für die beiden nach der Schule verschiedene kleinere Aufträge anzunehmen.
So lernte er nach und nach Künstler wie Ivy Queen, Don Omar, Tego Calderón, Nicky Jam und Zion y Lennox kennen. Der Durchbruch gelang ihm jedoch 2006 mit der Koproduktion Pam Pam für das Duo Wisin & Yandel, mit denen er regelmäßig zusammenarbeitete. 2009 erhielt das Duo für den von Tainy programmierten Song Abusadora einen Latin Grammy. Seine erste größere Arbeit war die Koproduktion der Luney Tunes-Kompilation Mas Flow: Los Benjamins (2006), bei der er auch auf dem Cover zu sehen ist und für die er 15 Tracks produzierte.
Als Produzent arbeitete er neben Reggaeton-Acts wie Arcángel für so unterschiedliche Künstler wie Janet Jackson, Jennifer Lopez, Paris Hilton und J Balvin. Seit einigen Jahren produzierte er auch Trap, unter anderem für Cardi B und Bad Bunny.
Während seiner Karriere erhielt er bisher drei BMI Awards: Für Wisin & Yandels Abusadora und Pam Pam sowie Ivy Queens La Vida Es Así.
International gelang ihm der Durchbruch mit I Can’t Get Enough, einem Song zusammen mit Selena Gomez, Benny Blanco und J Balvin.

## Diskografie

### Alben
| Jahr | Titel Musiklabel                                                                               | Höchstplatzierung, Gesamtwochen, AuszeichnungChartplatzierungen (Jahr, Titel, Musiklabel, Platzierungen, Wochen, Auszeichnungen, Anmerkungen) | Höchstplatzierung, Gesamtwochen, AuszeichnungChartplatzierungen (Jahr, Titel, Musiklabel, Platzierungen, Wochen, Auszeichnungen, Anmerkungen) | Höchstplatzierung, Gesamtwochen, AuszeichnungChartplatzierungen (Jahr, Titel, Musiklabel, Platzierungen, Wochen, Auszeichnungen, Anmerkungen) | Höchstplatzierung, Gesamtwochen, AuszeichnungChartplatzierungen (Jahr, Titel, Musiklabel, Platzierungen, Wochen, Auszeichnungen, Anmerkungen) | Anmerkungen                                             |
| Jahr | Titel Musiklabel                                                                               | CH | US | Latin | ES | Anmerkungen                                             |
| ---- | ---------------------------------------------------------------------------------------------- | --- | --- | --- | --- | ------------------------------------------------------- |
| 2006 | Mas Flow: Los Benjamins Cinq Music                                                             | — | US30 (12 Wo.)US | Latin1 (54 Wo.)Latin | — | Erstveröffentlichung: 25. September 2006 mit Luny Tunes |
| 2020 | Neon16 Tape: The Kids That Grew Up On Reggaeton Neon16 / Roc Nation (Sony Music Entertainment) | — | — | Latin49 (1 Wo.)Latin | — | Erstveröffentlichung: 13. März 2020                     |
| 2021 | Dynasty Neon16                                                                                 | — | — | Latin25 Gold · (1 Wo.)Latin | ES49 (4 Wo.)ES | Erstveröffentlichung: 15. Juli 2021 mit Yandel          |
| 2023 | Data Neon16                                                                                    | CH68 (1 Wo.)CH | US11 (8 Wo.)US | Latin2 ×6Sechsfachplatin · (75 Wo.)Latin | ES1 Platin · (… Wo.)ES | Erstveröffentlichung: 29. Juni 2023                     |

Weitere Alben
- 2005: Gold Star Music Familia – Reggaeton Hits (Gold Star Music)
- 2005: Mas Flow 2 (Universal)
- 2006: Mas Flow: Los Benjamins (Universal)
- 2012: Pina Records Presenta: La Formula The Company

### Singles
| Jahr | Titel Album                                                                      | Höchstplatzierung, Gesamtwochen, AuszeichnungChartplatzierungen (Jahr, Titel, Album, Platzierungen, Wochen, Auszeichnungen, Anmerkungen) | Höchstplatzierung, Gesamtwochen, AuszeichnungChartplatzierungen (Jahr, Titel, Album, Platzierungen, Wochen, Auszeichnungen, Anmerkungen) | Höchstplatzierung, Gesamtwochen, AuszeichnungChartplatzierungen (Jahr, Titel, Album, Platzierungen, Wochen, Auszeichnungen, Anmerkungen) | Höchstplatzierung, Gesamtwochen, AuszeichnungChartplatzierungen (Jahr, Titel, Album, Platzierungen, Wochen, Auszeichnungen, Anmerkungen) | Höchstplatzierung, Gesamtwochen, AuszeichnungChartplatzierungen (Jahr, Titel, Album, Platzierungen, Wochen, Auszeichnungen, Anmerkungen) | Höchstplatzierung, Gesamtwochen, AuszeichnungChartplatzierungen (Jahr, Titel, Album, Platzierungen, Wochen, Auszeichnungen, Anmerkungen) | Höchstplatzierung, Gesamtwochen, AuszeichnungChartplatzierungen (Jahr, Titel, Album, Platzierungen, Wochen, Auszeichnungen, Anmerkungen) | Anmerkungen |
| Jahr | Titel Album                                                                      | DE | AT | CH | UK | US | Latin | ES | Anmerkungen |
| --- | -------------------------------------------------------------------------------- | --- | --- | --- | --- | --- | --- | --- | --- |
| 2006 | Noche de entierro (nuestro amor) Mas flow: Los Benjamins                         | — | — | — | — | — | Latin6 (20 Wo.)Latin | ES— GoldES | Erstveröffentlichung: Oktober 2006 Luny Tunes feat. Tainy, Wisin & Yandel, Daddy Yankee, Héctor el Father, Zion & Tony Tun Tun |
| 2019 | Nada Neon16 Tape: The Kids That Grew Up On Reggaeton                             | — | — | — | — | — | — | ES51 (1 Wo.)ES | Erstveröffentlichung: 21. Februar 2019 mit Lauren Jauregui & C. Tangana                                                        |
| 2019 | I Can’t Get Enough –                                                             | DE53 (6 Wo.)DE | AT38 (4 Wo.)AT | CH28 (8 Wo.)CH | UK42 (8 Wo.)UK | US66 Gold · (5 Wo.)US | — | ES41 (6 Wo.)ES | Erstveröffentlichung: 28. Februar 2019 mit Benny Blanco, Selena Gomez & J Balvin                                               |
| 2019 | Callaíta Un verano sin ti                                                        | — | — | CH57 (11 Wo.)CH | — | US52 (20 Wo.)US | Latin2 (40 Wo.)Latin | ES1 ×7Siebenfachplatin · (51 Wo.)ES | Erstveröffentlichung: 31. Mai 2019 mit Bad Bunny                                                                               |
| 2019 | Adicto –                                                                         | — | — | CH87 (2 Wo.)CH | — | US86 (2 Wo.)US | Latin5 Platin · (26 Wo.)Latin | ES3 ×4Vierfachplatin · (27 Wo.)ES | Erstveröffentlichung: 22. August 2019 mit Anuel AA & Ozuna                                                                     |
| 2020 | Un día (One Day) Jose                                                            | DE94 (2 Wo.)DE | — | CH30 (16 Wo.)CH | UK72 (4 Wo.)UK | US63 (14 Wo.)US | Latin1 ×5Diamant + Fünffachplatin · (26 Wo.)Latin                                                                                        | ES6 ×3Dreifachplatin · (42 Wo.)ES | Erstveröffentlichung: 24. Juni 2020 mit J Balvin, Dua Lipa & Bad Bunny                                                         |
| 2020 | Agua The SpongeBob Movie: Sponge On The Run (Original Motion Picture Soundtrack) | — | — | CH80 (4 Wo.)CH | — | US— GoldUS | Latin5 (20 Wo.)Latin | ES1 ×2Doppelplatin · (22 Wo.)ES | Erstveröffentlichung: 9. Juli 2020 mit J Balvin                                                                                |
| 2021 | Deja Vu Dynasty                                                                  | — | — | — | — | — | Latin24 Platin · (16 Wo.)Latin | — | Erstveröffentlichung: 1. Juli 2021 mit Yandel                                                                                  |
| 2021 | Summer of Love –                                                                 | DE79 (2 Wo.)DE | AT— GoldAT | CH44 (4 Wo.)CH | UK62 (7 Wo.)UK | US48 (8 Wo.)US | — | ES— GoldES | Erstveröffentlichung: 20. August 2021 mit Shawn Mendes                                                                         |
| 2021 | Lo Siento BB:/ Data                                                              | — | — | CH74 (1 Wo.)CH | — | US51 (4 Wo.)US | Latin2 ×3Dreifachdiamant + Platin · (26 Wo.)Latin                                                                                        | ES5 ×2Doppelplatin · (24 Wo.)ES | Erstveröffentlichung: 5. Oktober 2021 feat. Bad Bunny & Julieta Venegas                                                        |
| 2021 | Oh Na Na –                                                                       | — | — | — | — | — | Latin20 (2 Wo.)Latin | ES51 Gold · (7 Wo.)ES | Erstveröffentlichung: 29. Oktober 2021 mit Camila Cabello & Myke Towers                                                        |
| 2023 | Fantasma / AVC Data                                                              | — | — | — | — | — | — | ES69 Gold · (4 Wo.)ES | Erstveröffentlichung: 1. Juni 2023 mit Jhayco                                                                                  |
| 2023 | Colmillo Data                                                                    | — | — | — | — | — | — | ES51 Gold · (5 Wo.)ES | Erstveröffentlichung: 11. Oktober 2023 feat. J Balvin, Young Miko & Jowell & Randy                                             |
| Folgende Lieder erschienen nicht als Single, wurden aber durch das Album zum Download und Streaming bereitgestellt und konnten somit eine Platzierung erlangen: |                                                                                  | | | | | | | | |
| |                                                                                  | | | | | | | | |
| 2023 | Mojabi Ghost Data                                                                | — | — | — | — | US57 (3 Wo.)US | Latin9 (16 Wo.)Latin | ES14 ×2Doppelplatin · (10 Wo.)ES | Charteinstieg: 7. Juli 2023 feat. Bad Bunny                                                                                    |
| 2023 | Pasiempre Data                                                                   | — | — | — | — | — | Latin28 (2 Wo.)Latin | ES32 Platin · (4 Wo.)ES | Charteinstieg: 7. Juli 2023 mit Arcángel & Jhayco feat. Myke Towers, Omar Courtz & Arca                                        |
| 2023 | La Baby Data                                                                     | — | — | — | — | — | Latin47 (1 Wo.)Latin | ES36 Gold · (3 Wo.)ES | Charteinstieg: 7. Juli 2023 mit Daddy Yankee & Feid feat. Sech                                                                 |
| 2023 | Volver Data                                                                      | — | — | — | — | — | — | ES59 Gold · (1 Wo.)ES | Charteinstieg: 7. Juli 2023 mit Four Tet & Skrillex feat. Rauw Alejandro                                                       |

Weitere Singles
- 2019: Fuego (DJ Snake feat. Sean Paul, Anitta & Tainy)
- 2021: Una Mas (mit Yandel & Rauw Alejandro, ES: Gold, US: Platin (Latin))
- 2021: Llori pari (Alvaro Diaz feat. Feid & Tainy, ES: Gold)
- 2022: Sci-Fi (feat. Rauw Alejandro, ES: Gold)

## Produktionen (Auswahl)

### Alben
- 2008: Arcángel – El fenomeno (fünf Songs)
- 2010: Tito El Bambino – Hits
- 2017: Romeo Santos – Golden
- 2018: J Balvin – Vibras

### Lieder
- 2005: Zion y Lennox – Guaya, guaya rmpe cintura
- 2006: Paris – Stars Are Blind
- 2007: Daddy Yankee – Cambio und Ven damelo
- 2008: Daddy Yankee – Salgo pa’ la calle
- 2010: Wisin y Yandel – Irrestible (aus dem Soundtrack zu Step Up 3D)
- 2010: Ivy Queen – La vida es así
- 2011: Ricky Martin feat. Wisin & Yandel – Frío
- 2014: Wisin – Presión
- 2018: Cardi B feat. Bad Bunny & J Balvin – I Like It
- 2018: Bad Bunny – Estamos bien
- 2018: Estelle feat. Tarrus Riley – Love Like Ours
- 2018: Becky G, French Montana & Farruko – Zooted
- 2019: Sean Paul & J Balvin – Contra la pared
- 2019: Sofía Reyes feat. Rita Ora & Anitta – R.I.P.

## Auszeichnungen für Musikverkäufe
| Goldene Schallplatte - Australien - 2023: für die Single Un Dia (One Day) - Chile - 2020: für die Single Un Dia (One Day) - Dänemark - 2024: für die Single Summer of Love - Frankreich - 2020: für die Single I Can’t Get Enough - Italien - 2020: für die Single Adicto - 2021: für die Single Agua - 2024: für die Single Summer of Love - Portugal - 2020: für die Single Fuego - 2022: für die Single Adicto - Spanien - 2024: für das Lied Pensándote - 2025: für die Single I Can’t Get Enough | Platin-Schallplatte - Australien - 2024: für die Single Summer of Love - Brasilien - 2024: für die Single Adicto - Italien - 2020: für die Single Un día (One Day) - 2021: für die Single Callaita - Kanada - 2021: für die Single Un día (One Day) - Polen - 2021: für die Single Un Dia (One Day) - 2024: für die Single Summer of Love - Portugal - 2021: für die Single Un día (One Day) - 2022: für die Single Summer of Love - Spanien - 2025: für das Lied Imaginaste - Vereinigte Staaten - 2020: für das Lied Imaginaste (Latin) | 2× Platin-Schallplatte - Brasilien - 2024: für die Single I Can’t Get Enough - Kanada - 2022: für die Single I Can’t Get Enough 5× Goldene Schallplatte - Mexiko - 2021: für das Album Neon16 Tape: The Kids That Grew Up On Reggaeton 3× Platin-Schallplatte - Brasilien - 2024: für die Single Un Dia (One Day) - 2024: für die Single Summer of Love 4× Platin-Schallplatte - Mexiko - 2020: für die Single Adicto 9× Goldene Schallplatte - Mexiko - 2022: für die Single Un día (One Day) Diamantene Schallplatte - Brasilien - 2024: für die Single Fuego - Chile - 2020: für die Single Adicto - Mexiko - 2022: für die Single Un día (One Day) |

Anmerkung: Auszeichnungen in Ländern aus den Charttabellen bzw. Chartboxen sind in ebendiesen zu finden.
| Land/RegionAuszeichnungen für Musikverkäufe (Land/Region, Auszeichnungen, Verkäufe, Quellen) | Gold       | Platin       | Diamant     | Verkäufe  | Quellen             |
| -------------------------------------------------------------------------------------------- | ---------- | ------------ | ----------- | --------- | ------------------- |
| Australien (ARIA)                                                                            | Gold1      | Platin1      | —           | 105.000   | aria.com.au         |
| Brasilien (PMB)                                                                              | —          | 9× Platin9   | Diamant1    | 520.000   | pro-musicabr.org.br |
| Chile (IFPI)                                                                                 | Gold1      | —            | Diamant1    | 440.000   | profovi.cl          |
| Dänemark (IFPI)                                                                              | Gold1      | —            | —           | 45.000    | ifpi.dk             |
| Frankreich (SNEP)                                                                            | Gold1      | —            | —           | 100.000   | snepmusique.com     |
| Italien (FIMI)                                                                               | 3× Gold3   | 2× Platin2   | —           | 260.000   | fimi.it             |
| Kanada (MC)                                                                                  | —          | 3× Platin3   | —           | 240.000   | musiccanada.com     |
| Mexiko (AMPROFON)                                                                            | 2× Gold2   | 10× Platin10 | Diamant1    | 960.000   | amprofon.com.mx     |
| Österreich (IFPI)                                                                            | Gold1      | —            | —           | 15.000    | ifpi.at             |
| Polen (ZPAV)                                                                                 | —          | 2× Platin2   | —           | 100.000   | olis.pl             |
| Portugal (AFP)                                                                               | 2× Gold2   | 2× Platin2   | —           | 30.000    | Einzelnachweise     |
| Spanien (Promusicae)                                                                         | 12× Gold12 | 23× Platin23 | —           | 1.580.000 | elportaldemusica.es |
| Vereinigte Staaten (RIAA)                                                                    | 3× Gold3   | 16× Platin16 | 4× Diamant4 | 4.450.000 | riaa.com            |
| Insgesamt                                                                                    | 27× Gold27 | 69× Platin69 | 7× Diamant7 |           |                     |